# ديفيد فيرنر
ديفيد فيرنر (بالإنجليزية: David Werner)‏ هو كاتب أمريكي، ولد في 26 أغسطس 1934 في سينسيناتي في الولايات المتحدة.